# الجباجبي

تعديل مصدري - تعديل

الجباجبي إحدى حارات مدينة المخادر بمحافظة إب، بلغ تعداد سكانها 141 نسمة حسب تعداد اليمن لعام 2004.